# Tetradecano
Tetradecano é um composto químico composto orgânico. É o nome genérico para o alcano linear de fórmula C14H30. Possui 1858 isômeros estruturais.